# Campeonato Chileno de Futebol de 2017 Transición
O Campeonato Chileno de Futebol de 2017 Transición (oficialmente Campeonato Nacional «Scotiabank» de Primera División de la Asociación Nacional de Fútbol Profesional de Chile 2017 Transición) foi a 101ª edição do campeonato do futebol do Chile. Em turno único os 16 clubes jogam todos contra todos, mas somente em jogos de Ida, visto que era um torneio de transição do modelo "europeu" para o modelo "sulamericano" (jogos todos contra todos, turno e returno, durante o mesmo ano-calendário, como foi o Campeonato Chileno de Futebol de 2018). O campeão do Transición é classificado para a Copa Libertadores da América de 2018. Os outros classificados são o campeão do Clausura 2017, o vencedor da Copa Chile 2017 e o ganhador do "Duelo de Subcampeones" (terceiro e quarto lugar do campeonato). Para a Copa Sul-Americana de 2018 eram classificados o vice campeão da Copa Chile 2017, o perdedor do "Duelo de Subcampeones" além dos dois melhores da tabela que não foram para a Libertadores do torneio de transição. O último colocado de uma tabela de promedios dos ultimos 3 anos iria jogar com o vencedor da final do Campeonato Chileno de Futebol de 2017 Transición - Segunda Divisão. O vencedor era ascendido e o perdedor rebaixado diretamente para a Campeonato Chileno de Futebol - Segunda Divisão.

## Participantes
| Equipe                                        | Cidade        | Região                           | No ano anterior                                                        | Estádio                                  | Capacidade | Títulos                                               | Participações |
| --------------------------------------------- | ------------- | -------------------------------- | ---------------------------------------------------------------------- | ---------------------------------------- | ---------- | ----------------------------------------------------- | ------------- |
| Club Social y Deportivo Colo-Colo             | Macul         | Região Metropolitana de Santiago | Vice Campeão                                                           | Estádio Monumental David Arellano        | 47.017     | 31 (Último em 2015 Apertura)                          | 101           |
| Club Deportivo Universidad Católica           | Las Condes    | Região Metropolitana de Santiago | Quarto Lugar                                                           | Estádio San Carlos de Apoquindo          | 20.000     | 12 (último em 2016 Apertura)                          | 92            |
| Club Deportivo Palestino                      | La Cisterna   | Região Metropolitana de Santiago | Décimo Quarto Lugar                                                    | Estádio Municipal de La Cisterna         | 12.000     | 2 (1955, 1978)                                        | 79            |
| Club Universidad de Chile                     | Santiago      | Região Metropolitana de Santiago | Campeão                                                                | Estádio Nacional de Chile                | 55.100     | 18 (último em 2017 Clausura)                          | 94            |
| Club Deportivo Huachipato                     | Talcahuano    | Região de Bío-Bío                | Décimo Terceiro Lugar                                                  | Estádio Las Higueras                     | -----      | 2 (1974, 2012 Clausura )                              | 59            |
| Audax Italiano La Florida                     | La Florida    | Região Metropolitana de Santiago | Sétimo Lugar                                                           | Estádio Municipal de La Florida          | 12.000     | 4 (1936, 1946, 1948, 1957)                            | 87            |
| Unión Española                                | Independencia | Região Metropolitana de Santiago | Quinto Lugar                                                           | Estádio Santa Laura                      | 22.375     | 7 (1943, 1951, 1973, 1975, 1978, 2005 Apertura, 2013) | 99            |
| O'Higgins Fútbol Club                         | Rancagua      | Região de O'Higgins              | Oitavo Lugar                                                           | Estádio El Teniente                      | 14.550     | 1 (2013 Apertura)                                     | 62            |
| Club de Deportes Santiago Wanderers           | Valparaíso    | Região de Valparaíso             | Décimo Quinto Lugar                                                    | Estádio Elías Figueroa Brander           | 23.000     | 3 (1958, 1968, 2001)                                  | 72            |
| Club de Deportes Iquique                      | Iquique       | Região de Tarapacá               | Sexto Lugar                                                            | Estádio Municipal de Iquique             | -----      | 0 (não possui)                                        | 29            |
| Club de Deportes Antofagasta                  | Antofagasta   | Região de Antofagasta            | Décimo Primeiro Lugar                                                  | Estádio Regional de Antofagasta          | 26.339     | 0 (não possui)                                        | 37            |
| Club Deportivo Universidad de Concepción      | Concepción    | Região de Bío-Bío                | Terceiro Lugar                                                         | Estádio Municipal de Concepción          | 35.000     | 0 (não possui)                                        | 27            |
| Club Deportivo San Luis                       | Quillota      | Região de Valparaíso             | Décimo Segundo Lugar                                                   | Estádio Municipal Lucio Fariña Fernández | 7.500      | 0 (não possui)                                        | 22            |
| Corporación Deportiva Everton de Viña del Mar | Viña del Mar  | Província de Valparaíso          | Décimo Lugar                                                           | Estádio Sausalito                        | 25.000     | 4 (1950, 1952, 1976, 2008 Apertura)                   | 70            |
| Club de Deportes Temuco                       | Temuco        | Região de Araucanía              | Nono Lugar                                                             | Estádio Municipal Germán Becker          | 20.930     | 0 (não possui)                                        | 37            |
| Club Provincial Curicó Unido                  | Curicó        | Região de Maule                  | Acesso pelo Campeonato Chileno de Futebol de 2016-17 - Segunda Divisão | Estádio La Granja                        | 8.000      | 0 (não possui)                                        | 3             |

## Campeão
| Campeão Chileno 2017 - Transición                              |
| -------------------------------------------------------------- |
| Club Social y Deportivo Colo-Colo (Macul) (32º título) Campeão |